# Perdita pallidiventris
Perdita pallidiventris är en biart som beskrevs av Timberlake 1962. Perdita pallidiventris ingår i släktet Perdita och familjen grävbin. Inga underarter finns listade i Catalogue of Life.